# Tania Tsanaklidou
Ekaterini (Tania) Tsanaklidou (em grego:  Τάνια Τσανακλίδου)  (Drama, 9 de abril de 1952)  é uma cantora e atriz grega que ficou conhecida no resto da Europa por ter representado a Grécia no  Festival Eurovisão da Canção 1978 que teve lugar em Paris. 

## Biografia
Tania nasceu em  Drama em 9 de abril de 195, mas cresceu em Salónica. Com apenas sete anos, ela já participava em teatros infantis. Ela estudou drama e his´toria antiga e fez vários cursos de dança. Quando tinha 21 anos, ela partiu para Atenas, onde começou a trabalhar como atriz de teatro e em 1978 fez a sua primeira participação numa série televisiva.  Nesse mesmo ano, ela representou a Grécia no Festival Eurovisão da Canção 1978  com uma canção intitulada "Charlie Chaplin" que terminou em oitavo lugar. Depois do festival, ela participou no Festival de Cinema de Cannes. Em 1980 recebeu o prémio do Festival Rose d'Or.

Ela começava a gravar álbuns, enquanto participava em concertos musicais por toda a Grécia. Em 2003 e 2004, participou em duas séries televisivas.

## Discografia
- 1978-Charlie Chaplin (em grego e em inglês)
- 1978-Ares Mares Koukounares
- 1980-Horis Taftotita
- 1982-File
- 1985-Tis Vrohis kai tis Nihtas
- 1986-Clise
- 1988-Ta tragoudia tou Bar
- 1988-Mama Gernao
- 1990-Alliotiki Mera
- 1991-Nadir
- 1995-Oi Megaliteres Epitihies tis Tanias Tsanaklidou
- 1995-Tragoudia tou Paraxenou Kosmou
- 1997-Live
- 1998-To Magiko Kouti
- 2000-Mia Agapi Mikri
- 2001-To Hroma tis Imeras
- 2009-Proswpografia

## Teatro
Nome das peças em grego:
- Παιδικό θέατρο Μαίρης Σοΐδου (1962-63)
- Απόψε αυτοσχεδιάζουμε – θίασος Μυράτ - Ζουμπουλάκη (1963-64)
- Παραστάσεις του Κ.Θ.Β.Ε. ως φοιτήτρια (1972-74)
- Μορμόλης (1974)
- Τρεις αδελφές – θίασος Κάρολου Κουν (1975-76)
- Piaf – θίασος Τάνιας Τσανακλίδου (1981)
- Επιθεώρηση – θίασος Φασουλή (1990)
- Ανδρομάχη – θίασος Αντωνόπουλου - Ζούνη (1999)
- Σαμία – Κ.Θ.Β.Ε. (2001)
- Ο ήχος του όπλου – σκηνοθεσία Έλλης Παπακωνσταντίνου (2008)

## Televisão
- Ανήσυχα νιάτα –  (1974)
- Η δασκάλα με τα χρυσά μάτια – Ε.Ρ.Τ. (1978)
- "I daskala me ta hrysa matia" (série televisiva)
- Όνειρο ήταν – ΝΕΤ (2003)
- Σαν γλυκό του κουταλιού – ΑΝΤ1 (2004